# Chaetodactylidae
Chaetodactylidae es una familia de ácaros del orden Sarcoptiformes.
Hay alrededor de 120 especies en 5 géneros distribuidas por todo el mundo, excepto Antártica. Están asociadas en forma simbiótica con abejas. Viven en sus nidos alimentándose de desechos, parásitos, etc. En general son especialistas en un número limitado de especies relacionadas de abejas.

## Géneros
Comprende los siguientes géneros:
- Sennertia
- Chaetodactylus
- Achaetodactylus
- Centriacarus
- Roubikia